# Lamprechtsmühle (Dettelbach)
Die Lamprechtsmühle (auch Hederleinsmühle, Mittelmühle, Schederleinsmühle) ist eine ehemalige Getreidemühle im unterfränkischen Dettelbach. Sie liegt an der Dettel im Norden der Dettelbacher Altstadt an der Schweinfurter Straße 34. Die Mühle ist eine der sogenannten zwölf Mühlen um die Stadt. 

## Geschichte
Erstmals erwähnt wurde die Lamprechtsmühle im Jahr 1465. Sie und die Doktorsmühle sind die ältesten Dettelbacher Mühlen. Zunächst nannte man die Anlage „Mittelmühle am Schederleinsbrunnen“, da sie zwischen der Küffleinsmühle (weiter nördlich) und der Kieselsmühle (im Süden) liegt. Die Lamprechtsmühle war ein Lehen des Hochstifts Würzburg und lange Zeit die wirtschaftsstärkste und größte Anlage ihrer Art um Dettelbach. 
Im 16. Jahrhundert wurde die Mühle zweimal genannt, 1567 und 1591, wobei niemals ein Name auftauchte. Im Jahr 1591 wurden insgesamt drei Mühlen „gegen Brück“ erwähnt, darunter auch die spätere Lamprechtsmühle. Im Jahr 1638 saß der Müller Stefan (oder Stephan) Lamprecht in der Mühle, er hatte den Betrieb von seinem Vater Hieronymus Lamprecht geerbt. Der Name Lamprechtsmühle nach der Müllersfamilie, die jahrzehntelang den Betrieb leitete, tauchte erstmals im Jahr 1643 auf.
Im Jahr 1777 taxierte man die Dettelbacher Mühlen. Die mit Abstand wertvollste Anlage war in dieser Aufstellung die Lamprechtsmühle, zu der 17,4 Hektar landwirtschaftliche Fläche gehörten. Im Jahr 1840 besaß der Müller Christoph die Lamprechtsmühle. Er betrieb er zwei Mahlgänge am Dettelbach. Im Jahr 1855 wurde in der Mühle der Politiker Georg von Breunig geboren. Als Nachfolger des Müllers Breunig besaßen Fischer und Dorsch die Mühle. Die Lamprechtsmühle wurde im Jahr 1932 aufgegeben, im Jahr 1953 verkaufte man die Einrichtung.

## Beschreibung
Die meisten Baulichkeiten der alten Lamprechtsmühle haben sich erhalten. Sie werden vom Bayerischen Landesamt für Denkmalpflege als Baudenkmäler eingeordnet. Das ehemalige Mühlengebäude, ein zweigeschossiger Massivbau, kann durch eine Inschrift auf das Jahr 1607 datiert werden. Das Hauptgebäude schließt mit einem Satteldach ab. Es gibt auch noch eine Tenne aus Bruchsteinen und eine Scheune. Beide können auf die Wende vom 18. zum 19. Jahrhundert datiert werden. Die Scheune hatte einen älteren Vorgängerbau.